# من دوست دارم (فیلم)
من دوست دارم (به هندی: Hum To Mohabbat Karega) فیلمی محصول سال ۲۰۰۰ و به کارگردانی کوندان شاه است. در این فیلم بازیگرانی همچون بابی دئول، کاریسما کاپور، جانی لور، شاکتی کاپور، دالیپ تاهیل ایفای نقش کرده‌اند.